# گمینا کووالوو پومورسکیه
گمینا کووالوو پومورسکیه (به لهستانی:  Gmina Kowalewo Pomorskie) یک گمینا در لهستان است که در شهرستان گولوپ-دوبژن واقع شده‌است. گمینا کووالوو پومورسکیه ۱۴۱٫۳۹ کیلومتر مربع مساحت و ۱۱٬۲۹۲ نفر جمعیت دارد.